# Ла Фонтејн (Индијана)
Ла Фонтејн (енгл. La Fontaine) град је у америчкој савезној држави Индијана.

## Демографија
По попису из 2010. године број становника је 875, што је 25 (-2,8%) становника мање него 2000. године.
| Група             | 2000.       | 2010.       |
| Белци             | 868 (96,4%) | 857 (97,9%) |
| Афроамериканци    | 2 (0,2%)    | 1 (0,1%)    |
| Азијати           | 2 (0,2%)    | 0 (0,0%)    |
| Хиспаноамериканци | 18 (2,0%)   | 10 (1,1%)   |
| Укупно            | 900         | 875         |